# Коньковая
Коньковая — река в России, на северо-востоке Якутии. Впадает в Колымский залив Восточно-Сибирского моря.
Длина реки составляет 141 км, от истока реки Большая Коньковая — 412 км. Площадь водосборного бассейна — 6260 км². Образуется слиянием рек Большая Коньковая (справа) и Малая Коньковая (слева). Течёт по северо-восточной окраине Колымской низменности. В бассейне множество озёр с общей площадью 1070 км².
Код водного объекта — 18060000112117700076103.